# Boswachterij Austerlitz
Boswachterij Austerlitz is een bosgebied van 835 ha in de provincie Utrecht. Het is onderdeel van Nationaal Park Utrechtse Heuvelrug-Noord en ligt nabij de plaatsen Zeist, Austerlitz, Driebergen en Woudenberg. Dit bosgebied ten oosten van Zeist wordt begrensd door de A28 aan de noordzijde, de Doornseweg in het oosten en de Zeisterweg in het zuiden. De boswachterij ontstond in 1939 toen de landgoederen Wallenburg en Austerlitz werden aangekocht door Staatsbosbeheer.

## Franse tijd
Boswachterij Austerlitz was ooit deel van een groot heidegebied tussen Zeist en Amersfoort. In 1804 bouwde een garnizoen van het Franse leger hier Kamp Utrecht. Namen die aan de Franse aanwezigheid herinneren zijn Franse Put, Stellingbos, Kampbos, Batterijenbos en de Pyramide van Austerlitz. Ten zuiden van de Leusderheide en bij de Soesterberg stond de verdwenen boerderij de Walberg van de Fransman D'Amblé, naar Nederland gekomen om les te geven op het landgoed Houdringe. D'Amblé gebruikte mest van de latrines van het legerkamp om de zandgrond vruchtbaar te maken. De naam van de hofstede is ontleend aan de Waelberg, de oude naam voor de Soesterberg. Later werd dit verbasterd tot Wallenburg en door volksetymologie verbonden aan de door D' Amblé tegen de schapen opgeworpen aarden wallen rondom deze boerderij.

## Ontginning
Na het vertrek van de Fransen werd het gebied ontgonnen en werden bossen met dennen, sparren, eiken en beuken aangelegd. Deze productiebossen stonden aan rechte paden en op vierkante percelen. Door rijke ondernemers werden er landhuizen gebouwd en tuinen en parken aangelegd. Die zijn grotendeels verdwenen, de oude beukenlanen zijn nog herkenbaar in het gebied.

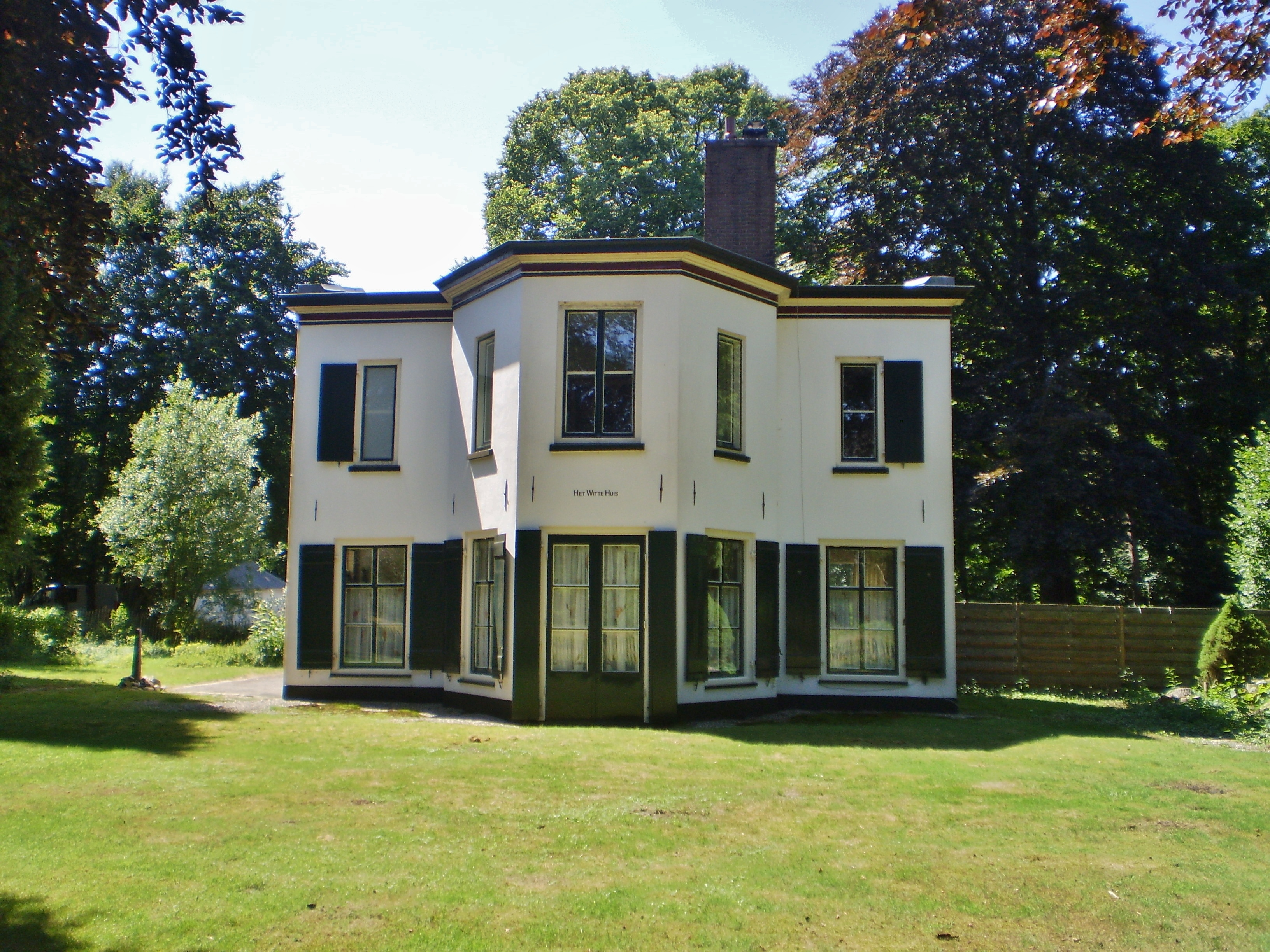
Het Witte Huis

Een nog aanwezig huis is Het Witte Huis, een boswachterwoning/jachthuis gelegen aan de Oude Woudenbergse zandweg. In 1827 gebouwd in opdracht van J.B. Stoop. Het bijbehorende koetshuis is uit 1890. Tijdens de eerste Wereldoorlog is het gebouw in gebruik geweest als militaire post. Later was het tot 2004 de woning van de boswachter van Staatsbosbeheer. Het boshuis met koetshuis en een kippenhok in folly-architectuur is met uitzondering van het deel tussen huis en koetshuis, een gemeentelijk monument.

## Flora en fauna
Het beheer is erop gericht om het huidige gemengde bos te behouden. In de boswachterij leven naast reeën en boommarters ook roofvogels als buizerds, haviken, sperwers en uilen door de aanwezigheid van veel oude bomen.

## Recreatie
Bij de Franse Put (aan de Oude Driebergseweg in Woudenberg en schuin tegenover het Beauforthuis aan de Woudenbergseweg in Zeist) zijn door Staatsbosbeheer parkeerplaatsen voor recreanten aangelegd. Door het gebied zijn met paaltjes wandelroutes en fietsroutes uitgezet. In de maand december wordt in de boswachterij de jaarlijkse Kaarsjeswandeling gehouden.